# Corynoneura seyechellensis
Corynoneura seyechellensis är en tvåvingeart som beskrevs av Jean-Jacques Kieffer 1911. Corynoneura seyechellensis ingår i släktet Corynoneura och familjen fjädermyggor.
Artens utbredningsområde är Seychellerna. Inga underarter finns listade i Catalogue of Life.